# Mary Watson Whitney
Mary Watson Whitney, född den 11 september 1847 i Waltham, Massachusetts, död där den 21 januari 1921, var en amerikansk astronom. Hon förestod observatoriet vid Vassar College, där 102 vetenskapliga rapporter publicerades under hennes ledning.

## Biografi
Whitney var dotter till Mary Watson Crehore och hennes far var Samuel Buttrick Whitney, som gjorde framgångsrika fastighetsaffärer och var tillräckligt rik för att ge henne en bra utbildning för en kvinna vid den tiden. Hon gick i skolan i Waltham där hon utmärkte sig i matematik och tog examen vid det offentliga gymnasiet 1863. Hon undervisades privat i ett år innan hon började på Vassar College 1865, där hon träffade astronomen Maria Mitchell. Under hennes tid på Vassar College dog hennes far och hennes bror försvann till sjöss. Hon tog sin examen 1868.
Åren 1869 till 1870 deltog hon i några kurser om kvaternioner och celest mekanik för Benjamin Peirce (vid Harvard). På den tiden kunde kvinnor inte antas till Harvard så hon deltog som gäststudent. Hon tog sin magisterexamen vid Vassar 1872 och flyttade därefter till Schweiz där hon studerade matematik och celest mekanik under tre år i Zürich.
Whitney trodde att vetenskapen gav kvinnor goda karriärmöjligheter. Hon hoppades att kvinnor snart skulle bli mer aktiva inom praktisk kemi, arkitektur, tandvård och jordbruk, som var mer lukrativa och enligt Whitney särskilt väl lämpade för kvinnor. Dessutom trodde hon att vetenskaplig utbildning skulle förbereda dem för att vara goda mödrar och bli mer traditionella i början av 1900-talet. Hon finansierade också befordran av kvinnor inom vetenskap. År 1908, när ett observatorium byggdes på Nantucket, samlade Whitney in pengar för att finansiera en kvinnlig forskare. I hennes testamente lämnade hon 5 000 dollar till Vassar för att stödja forskning utförd av kvinnor.
Whitney dog i Waltham 1921 av lunginflammation. 

## Vetenskapligt arbete
När Whitney återvände till USA blev hon lärare på sin hemstads gymnasium tills hon fick plats som assistent till Maria Mitchell i Vassar. År 1888 när Mitchell gick i pension blev hon professor och chef för observatoriet där tills hon gick i pension 1915 av hälsoskäl.
Under sin karriär koncentrerade hon sig på undervisning och forskning relaterad till dubbelstjärnor, variabla stjärnor, asteroider, kometer och mätningar av fotografiska plåtar. Under hennes ledning publicerades 102 rapporter vid Vassarobservatoriet. 
År 1889 blev både hennes mor och syster sjuka och Whitney flyttade dem till observatoriet där hon kunde ta hand om dem och fortsätta sitt arbete på deltid. När de dog två år senare återupptog hon heltidsarbete. Whitney var medlem i American Association for the Advancement of Science och chartermedlem i Astronomical and Astrophysical Society. När Maria Mitchell Association grundades i Nantucket, Massachusetts 1902, blev Whitney dess första ordförande.

## Utmärkelser
Nedslagskratern Whitney på planeten Venus är uppkallad efter henne.